# Yannis Tafer
Yannis Tafer (Grenoble, 1991. február 11. –) a Ligue 1-ben szereplő Olympique Lyon és a francia U19-es labdarúgó-válogatott tagja. Algír felmenőkkel rendelkezik.

## Pályafutása
Pályafutását az FC Échirolles-ban kezdte, ahol hét évet játszott. Innen igazolt az Olympique Lyon csapatához. A 2007-2008-as idényben került a felnőtt csapatba, ahol 4 felkészülési mérkőzésen 3 gólt szerzett. Bajnoki mérkőzésen még csak 3-szor szerepelt. A 2008-2009-es szezonban 18 mérkőzésen játszott a tartalék csapatban ahol 6 gólt szerzett.